# Воспитательница королевских детей
Воспитательница королевских детей (фр. la Gouvernante des enfants royaux) — во Французском королевстве должность придворной дамы из высшей аристократии, которой доверялось воспитание детей королевской пары, включая дофина Франции — наследника королевской короны. Воспитание принцев (см. также принцы крови и первый принц крови) продолжалось до семилетия ребёнка, считавшегося определённым порогом зрелости в жизни, когда мальчика положено было передавать воспитателям-мужчинам — гувернёру (gouverneur) с помощником (sous-gouverneur). Воспитательнице также полагались помощницы (sous-gouvernantes).

## Перечень воспитательниц королевских детей
Дети Генриха II
- Клод Катрин де Клермон[фр.], вдова д’Аннебо (d’Annebaut), герцогиня де Рец (годы жизни 1543—1603)[1].

Дети Генриха IV
- Мадам де Монгла́ — баронесса Франсуаза де Монгла (Françoise de Montglat), в девичестве де Лонгжу (de Longuejoue; ум. 1633). Воспитывала Людовика XIII.

Дети Людовика XIII
- Мадам де Ланза́к — Франсуаза де Сувре де Ланзак (Françoise de Souvré, dame de Lansac; 1582—1657). Воспитывала Людовика XIV и его младшего брата Филиппа[2].

Дети Людовика XIV
- Мари Урсула де Гонтри, жена Пьера де Рувруа с февр. 1643 года[3] (Marie Ursule de Gontery, épouse de Pierre de Rouvroy, ок. 1623—1685). Воспитывала дочерей королевы.
- Луиза де При, маркиза де Туси (Louise de Prie, marquise de Toucy, 1624—1709), жена с ноября 1650 года Филиппа де Ламот-Уданкура.
- Мадам де Ментено́н — Франсуаза д’Обинье, маркиза де Ментенон (Françoise d’Aubigné, marquise de Maintenon, 1635—1719). Воспитывала внебрачных детей Людовика XIV с мадам де Монтеспан. Позже стала официальной фавориткой короля, с 1683 года — его морганатической женой.

Дети Людовика Великого Дофина
- Луиза де При, маркиза де Туси (см. выше).

Дети старшего внука Людовика XIV
- с 1704 по 1709 — Луиза де При, маркиза де Туси (см. выше);
- с 1709 по 1710 — мадам де Ла Ферте (дочь Луизы де При) — Мария Изабелла Анжелика де Ламот-Уданкур, герцогиня де Ла Ферте-Сентер (с 1675) (Marie Isabelle Angélique de La Mothe-Houdancourt, duchesse de La Ferté-Senneterre, 1654—1726);
- с 1710 по 1727 — мадам де Вантадур (дочь Луизы де При) — Шарлотта де Ламот-Уданкур, герцогиня де Вантадур (1651—1744);
  - с 1722 по 1724 ей помогала мадам де Мелен — Анна Жюли Аделаида де Мелен (1698—1724)

Дети Людовика XV
- с 1727 по 1735 — мадам де Вантадур (см. выше);
- с 1735 по 1754 — мадам де Таллар (внучка предыдущей) — Мария Изабелла де Роган-Субиз, герцогиня де Таллар (Marie Isabelle de Rohan-Soubise, duchesse de Tallard, 1699—1754).

Дети дофина Людовика Фердинанда
- в 1754 — мадам де Таллар (см. выше);
- с 1754 по 1776 — мадам де Марсан — Мария Луиза де Роган, герцогиня де Марсан[фр.] (1720—1803)

Дети Людовика XVI
- с 1776 по 1782 — мадам де Гемене — Виктория де Роган, принцесса де Гемене (1743—1807);
- с 1782 по 1789 — мадам де Полиньяк — Иоланда де Поластрон, герцогиня де Полиньяк (1749—1793);
- с 1789 по 1792 — мадам де Турзель (Турсель) — Луиза Елизавета де Круа де Турзель[фр.] (1749—1832).

Дети Карла X
- Мадам Ла Форс — Аделаида де Галар де Брассак де Беарн, маркиза Ла Форс (Adélaïde de Galard de Brassac de Béarn, marquise de La Force, 1745—1829).

Дети Шарля-Фердинанда
- Мадам де Навайль — Мария Луиза де Монто де Навайль, маркиза де Гонто-Бирон (Marie Louise de Montaut de Navailles, marquise de Gontaut-Biron, 1773—1862).

Дети Луи-Филиппа I
- Мадам де Жанлис — Стефани Фелисите Дюкре де Сент-Обен, графиня де Жанлис (Stéphanie Félicité du Crest de Saint-Aubin, comtesse de Genlis, 1746—1830).